# Igor Grobelny
Igor Oskar Grobelny (ur. 8 czerwca 1993 w Radomiu) – belgijsko-polski siatkarz, grający na pozycji przyjmującego. Jego ojciec Dariusz był siatkarzem, zaś jego siostra Kaja jest siatkarką.
Od pierwszych miesięcy 2024 roku jego dziewczyną została tancerka Tańca z Gwiazdami Daria Syta. Jest mistrzynią Polski w kategorii U-21 tańca latynoskiego oraz wicemistrzynią Polski w kategorii dorośli tańca latynoskiego, a także ma najwyższą międzynarodową klasą taneczną S. Jest dyplomowaną instruktorką sportu i prowadzi zajęcia dla dzieci podstaw akrobatyki. W połowie maja 2025 roku para się zaręczyła.
W 2014 roku otrzymał propozycję gry w reprezentacji Belgii, a cztery lata później zadebiutował w niej. W 2019 roku zrezygnował z gry w kadrze Belgii, gdyż chciałby grać na parkietach PlusLigi jako Polak.
W 30. kolejce w sezonie PlusLigi (2024/2025) w meczu przeciwko GKS-owi Katowice zagrywał piłkę w 2 secie 14 razy od stanu 11:8 dla klubu ZAKSA Kędzierzyn-Koźle przy czym zaserwował 5 asów.

## Sukcesy klubowe
Liga polska:
- 2021, 2024[10]

Puchar Challenge:
- 2024[11]